# Aeropuerto Gallatin Field
El Aeropuerto Gallatin Field o Aeropuerto Internacional de Bozeman Yellowstone (del inglés: Bozeman Yellowstone International Airport) (IATA: BZN, OACI: KBZN, FAA LID: BZN) se encuentra en Belgrado a 13 km (ocho millas) al noroeste de Bozeman, en el condado de Gallatin, Montana. Propiedad de la Autoridad del Aeropuerto de Gallatin, el aeropuerto se convirtió en el aeropuerto más ocupado en Montana en 2013.
El Plan Nacional de Sistemas Aeroportuarios Integrados para 2011–2015 lo clasificó como una instalación de servicio comercial principal (más de 10,000 embarques por año). Los registros de la Administración Federal de Aviación muestran que el aeropuerto tuvo 442,788 embarques de pasajeros en el año calendario 2013, 434,038 en 2012 y 397,870 en 2011.

## Aerolíneas y destinos

### Pasajeros
| Aerolíneas           | Destinos |
| -------------------- | --- |
| Alaska Airlines      | Portland (OR), Seattle/Tacoma Estacional: Boise, San Diego, San Francisco                                                            |
| Allegiant Air        | Las Vegas, Phoenix-Mesa Estacional: Nashville                                                                                        |
| American Airlines    | Dallas/Fort Worth Estacional: Charlotte, Chicago–O'Hare, Nueva York–LaGuardia                                                        |
| Avelo Airlines       | Estacional: Burbank |
| Delta Air Lines      | Atlanta, Mineápolis/St. Paul, Salt Lake City Estacional: Boston, Detroit, Nueva York–LaGuardia (reinicia el 20 de diciembre de 2025) |
| Delta Connection     | Salt Lake City, Seattle/Tacoma Estacional: Los Ángeles                                                                               |
| JetBlue Airways      | Estacional: Boston, Nueva York–JFK                                                                                                   |
| Southwest Airlines   | Denver, Las Vegas Estacional: Chicago—Midway, Dallas–Love, Nashville                                                                 |
| Sun Country Airlines | Estacional: Mineápolis/St. Paul |
| United Airlines      | Chicago–O'Hare, Denver, San Francisco Estacional: Houston–Intercontinental, Los Ángeles, Newark, Washington–Dulles                   |
| United Express       | Denver, Los Ángeles, San Francisco Estacional: Chicago–O'Hare                                                                        |

### Carga
- Empire Air (que opera en nombre de FedEx Feeder y el Servicio Postal de Estados Unidos)[8]
- Alpine Air Express (que opera en nombre de UPS Airlines y el Servicio Postal de Estados Unidos)[9]

## Véase también

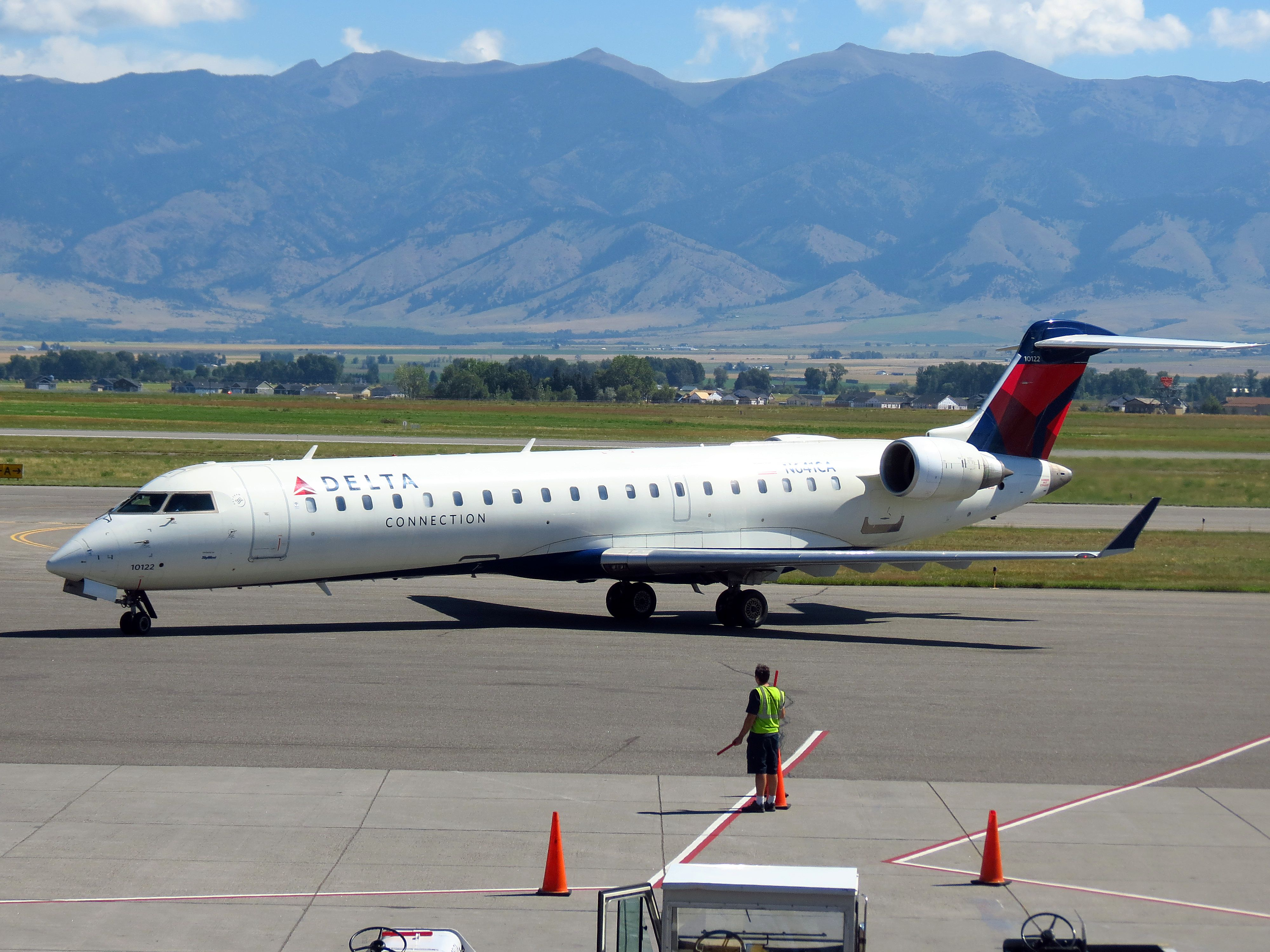
Un CRJ700 de Delta Connection con las montañas Bridger al fondo.

## Estadísticas

### Tráfico Anual
Ver fuente y consulta Wikidata.
| Año  | Pasajeros | Operaciones | Año  | Pasajeros | Operaciones | Año  | Pasajeros | Operaciones |
| ---- | --------- | ----------- | ---- | --------- | ----------- | ---- | --------- | ----------- |
| 2004 | 619,543   | 66,616      | 2014 | 966,964   | 80,722      | 2024 | 2,642,707 | 120,578     |
| 2005 | 672,482   | 71,556      | 2015 | 1,021,155 | 80,559      | 2025 |           |             |
| 2006 | 633,762   | 82,937      | 2016 | 1,107,168 | 76,902      | 2026 |           |             |
| 2007 | 670,874   | 80,606      | 2017 | 1,199,537 | 76,235      | 2027 |           |             |
| 2008 | 702,495   | 76,762      | 2018 | 1,342,290 | 90,502      | 2028 |           |             |
| 2009 | 683,277   | 68,913      | 2019 | 1,573,860 | 97,867      | 2029 |           |             |
| 2010 | 728,038   | 72,447      | 2020 | 889,775   | 104,091     | 2030 |           |             |
| 2011 | 796,110   | 73,749      | 2021 | 1,940,191 | 116,055     | 2031 |           |             |
| 2012 | 867,117   | 81,482      | 2022 | 2,264,424 | 111,062     | 2032 |           |             |
| 2013 | 884,660   | 74,952      | 2023 | 2,464,325 | 129,775     | 2033 |           |             |